# Canoa/kayak ai Giochi della XVI Olimpiade - C2 1000 metri maschile
La competizione del C2 1000 metri di Canoa/kayak ai Giochi della XVI Olimpiade si è disputata il giorno 1º dicembre 1956 al bacino del lago Wendouree a Ballarat.

## Programma
| Data             | Round      | Note                |
| ---------------- | ---------- | ------------------- |
| 1º dicembre 1956 | 2 Batterie | I primi 4 in finale |
| 1º dicembre 1956 | Finale     |                     |

## Risultati

### Batterie
| Pos. | Nazione          | Atleti                          | Tempo  |
| ---- | ---------------- | ------------------------------- | ------ |
| 1    | Romania          | Alexe Dumitru Simion Ismailciuc | 4'48"1 |
| 2    | Unione Sovietica | Pavel Charin Gracian Botev      | 4'52"4 |
| 3    | Austria          | Otto Schindler Walter Waldner   | 5'05"9 |
| 4    | Danimarca        | Kaj Sylvan Gerner Christiansen  | 5'07"5 |
| 5    | Germania         | Egon Drews Herbert Kirschner    | 5'19"8 |

| Pos. | Nazione     | Atleti                            | Tempo  |
| ---- | ----------- | --------------------------------- | ------ |
| 1    | Ungheria    | Károly Wieland Ferenc Mohácsi     | 5'02"5 |
| 2    | Australia   | William Jones Tom Ohman           | 5'04"6 |
| 3    | Francia     | Georges Dransart Marcel Renaud    | 5'07"2 |
| 4    | Canada      | William Collins Bertram Oldershaw | 5'08"9 |
| 5    | Stati Uniti | George Byers Richard Moran        | 5'16"1 |

### Finale
| Pos.    | Nazione          | Atleti                            | Tempo  |
| ------- | ---------------- | --------------------------------- | ------ |
| Oro     | Romania          | Alexe Dumitru Simion Ismailciuc   | 4'47"4 |
| Argento | Unione Sovietica | Pavel Charin Gracian Botev        | 4'48"6 |
| Bronzo  | Ungheria         | Károly Wieland Ferenc Mohácsi     | 4'54"3 |
| 4       | Francia          | Georges Dransart Marcel Renaud    | 4'57"7 |
| 5       | Australia        | William Jones Tom Ohman           | 5'03"0 |
| 6       | Austria          | Otto Schindler Walter Waldner     | 5'04"4 |
| 7       | Canada           | William Collins Bertram Oldershaw | 5'11"0 |
| -       | Danimarca        | Kaj Sylvan Gerner Christiansen    | Squal  |